# Dotoramades
Dotoramades is een kevergeslacht uit de familie van de boktorren (Cerambycidae). De wetenschappelijke naam van het geslacht werd voor het eerst geldig gepubliceerd in 1982 door Villiers.

## Soorten
Dotoramades omvat de volgende soorten:
- Dotoramades basalis Villiers, 1982
- Dotoramades difformipes (Bates, 1879)
- Dotoramades masoalensis Villiers, 1982
- Dotoramades sambiranensis Villiers, 1982
- Dotoramades suturalis Villiers, 1982